# Fondation pour l’environnement et le développement au Cameroun
La Fondation pour l’environnement et le développement au Cameroun, en abrégé FEDEC, créée en mars 2001, est une organisation à but non lucratif au Cameroun.

## Historique
La FEDEC est un trust fund de droit néerlandais créé en mars 2001 et enregistré à la chambre de commerce de La Haye aux Pays-Bas. Elle bénéficie au Cameroun d’un droit de siège, accordé le 26 décembre 2006 par un protocole de partenariat qui lui accorde des avantages douaniers et fiscaux.
La FEDEC est une disposition du Plan de Gestion Environnementale en abrégé PGE Vol. 4 de 1999 pour le projet d’Oléoduc appuyé et soutenue par la Banque Mondiale, le Gouvernement du Cameroun et la Cameroon Oil Transport Company en abrégé COTCO. Elle est reconnue d’utilité publique par le décret présidentiel N°363 du 16 novembre 2001.